# Tel Saki
Tel Saki (hebrejsky: תל סאקי, arabsky: تل الساقي, Tal al-Saki) je pahorek sopečného původu o nadmořské výšce 594 metrů na Golanských výšinách, na syrském území od roku 1967 obsazeným Izraelem.
Nachází se v jihovýchodní části Golanských výšin, 19 kilometrů jihovýchodně od města Kacrin a 45 kilometrů jižně od města Madždal Šams, cca 1 kilometr od linie izraelské kontroly. Jihozápadně od pahorku začíná hustě osídlená a zemědělsky využívaná krajina s četnými izraelskými osadami. Nejbližším sídlem je vesnice Ramat Magšimim 3 kilometry jihozápadním směrem. Ze západu horu míjí dálnice číslo 98.
Tel Saki je součástí pásu vrcholů sopečného původu, které lemují východní okraj Golanských výšin. Jde o izolovaný odlesněný kužel, který vystupuje jen cca 30 metrů nad okolní planinu. Na pahorku jsou ruiny starších staveb, na úpatí stojí dolmeny a zdi z místního čediče. Vrch má i přes nevelkou výšku strategický význam, protože kontroluje hluboce zaříznuté údolí Nachal Rakad, východně od něj, které tvoří hranici mezi územím izraelské a syrské kontroly na jihovýchodě Golan. Po roce 1967 tu proto izraelská armáda zřídila pozorovatelnu, která ovšem neměla charakter trvalé posádky. Během jomkipurské války v roce 1973 se v okolí Tel Saki odehrávaly těžké boje mezi izraelskou armádou a syrskými vojsky při pokusu Syřanů o průlom směrem ke Galilejskému jezeru (takzvaná Bitva u Tel Saki).